# 盲導犬

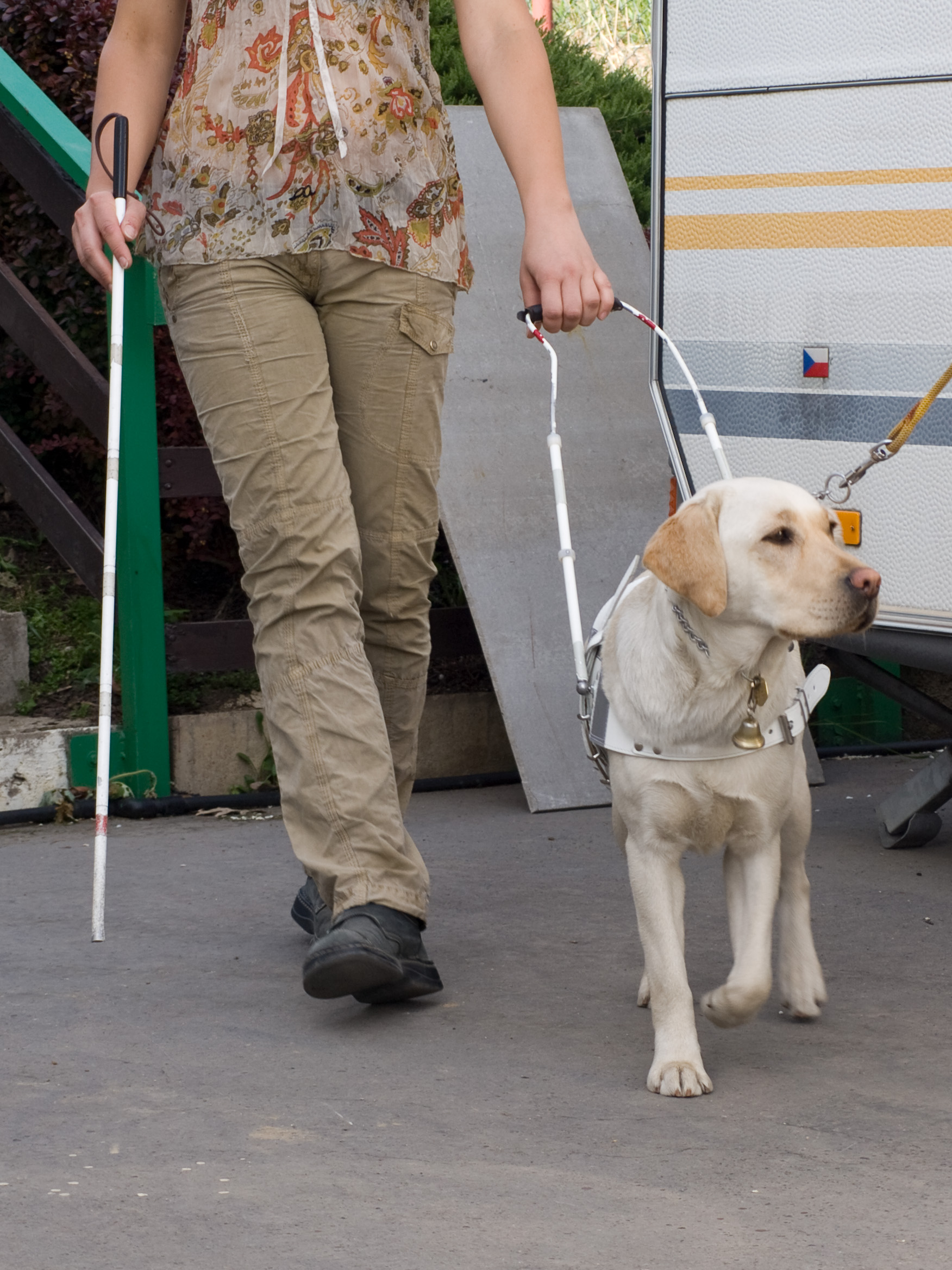
視覚障害者を誘導する盲導犬

盲導犬（もうどうけん）は、視覚障害者を安全に快適に誘導する犬。身体障害者補助犬の中でもっとも広く知られた存在である。日本語名の由来は「盲人誘導犬」。

## 歴史
盲目の人の歩行補助に犬が使われた例、盲目の乞食や辻音楽師が犬に引かれて歩く姿は様々な絵画に描かれており、その最も古い例は古代ローマ時代のポンペイの発掘品の中に見られ、13世紀の中国の絵など、その後数世紀にわたって同じような絵が発見されているが、それらはどれも長いロープで繋がれた犬が、視覚障害者を引っ張っている、というものばかりであった。
1819年、ヨハン・ヴィルヘルム・クラインというウィーンの神父が、犬の首輪に細長い棒をつけ盲導犬として正式に訓練したのが最初である。その後1916年に、ドイツ赤十字社のシュターリンとドイツ・シェパード犬協会のシュテファニッツが、第一次世界大戦中、戦盲者のために盲導犬を育成しようとオルデンブルクに学校を設立し、翌年に盲導犬が作出されて戦盲者の誘導に役立てた。1923年にはポツダムに国立の盲導犬学校が設立され、多数の盲導犬が誕生し戦盲者の社会復帰を促した。
警察犬の実用化を研究するためヨーロッパに滞在中であったアメリカ人のドロシー・ハリソン・ユースティス夫人は盲導犬の活躍に関心を抱き、スイスのヴェヴェイにある盲導犬学校での研究の後、1929年にニュージャージー州モリスタウン近くのホイッパニーに盲導犬育成の学校を設立した。これが現在、世界で最も歴史と実績のある協会“ザ・シーイング・アイ”である。現在、アメリカ合衆国にはこの他にそれぞれが独立した組織として9つの育成施設がある。
イギリスでは、1930年にザ・シーイング・アイより1人の指導者を招聘し、1931年に4頭の盲導犬が誕生した。その後、1934年にイギリス盲導犬協会が設立された。現在1つの本部の下に9つの訓練所がある。盲導犬はその他オーストラリア・オランダ・フランス・イタリア・フィンランド・スイス・ノルウェー・南アフリカ共和国等でも育成されている。
アメリカ合衆国などでは盲導馬も試験的に導入されている。
盲導犬の育成には時間と資金が必要なことから、盲導犬ロボットよる代替も研究されている。

## 日本における盲導犬

### 日本での歴史

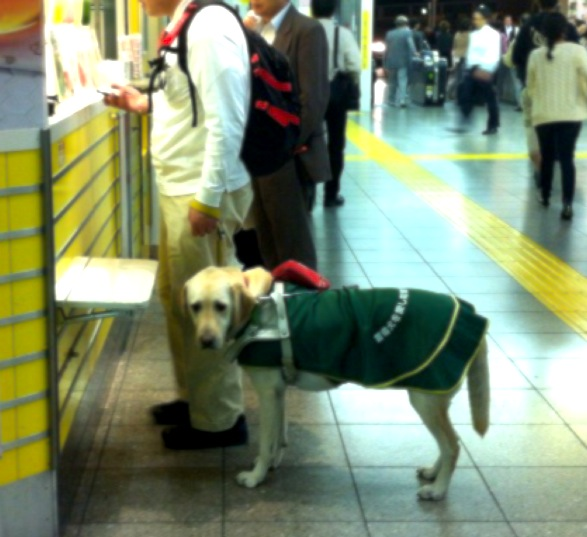
日本の盲導犬

「盲人を誘導する犬」という意味で最初は「盲人誘導犬」と呼ばれていたが、1937年頃より「盲導犬」という言葉が使われるようになった。「導犬」と呼ばれていた時期もあったという。
日本国内で最初に目撃された盲導犬は、1938年（昭和13年）、アメリカ人のジョン・フォーブス・ゴードンが連れていたオルティーという名前の雌のジャーマン・シェパードで、観光旅行で日本に立ち寄ったことによる。
1939年（昭和14年）、浅田・磯部・荻田・相馬の四実業家が1頭ずつ、盲導犬としての科目を訓練した犬をドイツから輸入して陸軍に献納した。日本シェパード犬協会（現：社団法人日本シェパード犬登録協会）の蟻川定俊が、ドイツ語の命令語を日本語に教え直した後、失明した傷痍軍人が使用した。4頭の死亡後、盲導犬は絶えたまま敗戦を迎え、国中が生活に追われていたこともあって全く忘れられていた。
日本国産の盲導犬が最初に誕生したのは1957年（昭和32年）とされる。アイメイト協会創設者の塩屋賢一が、18歳で失明した盲学校教諭・河相洌（河相達夫の子）より「この犬（チャンピイ）を訓練して街を歩けないか」と依頼された。既に1948年から独自に盲導犬の訓練研究を始めていた塩屋はチャンピイの訓練終了後、チャンピイを利用した歩き方（歩行指導）を河相に指導した。東京都練馬区関町南二丁目には「アイメイト発祥の地」という碑がたっている。発祥の地は当時、塩屋家の自宅であった。

### 日本の盲導犬育成施設
2020年現在、日本国内には11の盲導犬育成施設があり、いずれも国家公安委員会の指定を受けている。各育成施設はそれぞれ独自の歴史を持つ独立した組織であり全国的な統一団体は存在しない。また法人格も公益財団法人・一般財団法人・社会福祉法人と各施設によって異なる。
社会福祉法人日本盲人社会福祉協議会の「自立支援施設部会盲導犬委員会」がまとめている『盲導犬訓練施設 年次報告書』によれば、2019年度末（2020年3月31日）時点では日本全国で合計909頭の盲導犬が稼働している。犬種はラブラドール・レトリバー、ゴールデン・レトリバー、およびその交雑種が主である。
また2019年度末（2020年3月31日）時点の、盲導犬育成施設ごとの盲導犬稼働数の内訳は以下のとおりである。各団体の所在地は、厚生労働省社会・援護局障害福祉部「盲導犬指定法人・訓練施設一覧」を参照（2018年4月1日現在）。
1. 公益財団法人 日本盲導犬協会 258頭（本部：東京都渋谷区）
2. 公益財団法人 アイメイト協会 204頭（本部：東京都練馬区）
3. 社会福祉法人 日本ライトハウス 140頭（大阪市鶴見区）
4. 公益財団法人 北海道盲導犬協会 79頭（北海道札幌市）
5. 公益財団法人 関西盲導犬協会 64頭（京都府亀岡市）
6. 公益財団法人 九州盲導犬協会 50頭（福岡県糸島市）
7. 社会福祉法人 中部盲導犬協会 49頭（名古屋市港区）
8. 公益財団法人 東日本盲導犬協会 31頭（栃木県宇都宮市）
9. 公益財団法人 日本補助犬協会 16頭（横浜市旭区）- 補助犬3種（盲導犬・介助犬・聴導犬）を育成[13]
10. 社会福祉法人 兵庫盲導犬協会 15頭（神戸市西区）
11. 一般財団法人 いばらき盲導犬協会 3頭（茨城県ひたちなか市）

2010年代前半からこの順位に大きな変動はない。

#### 育成施設による違い
このうち、盲導犬育成施設の中でも歴史が長く全国的な規模を持つ二大施設は、公益財団法人日本盲導犬協会（以下「日本盲導犬協会」）、公益財団法人アイメイト協会（以下「アイメイト協会」）である。

両団体では「国産初の盲導犬」についても定義が異なり、アイメイト協会では同協会創立者の塩屋賢一が育成した1957年8月「チャンピイ」であるとしているが、日本盲導犬協会ではそれ以前の1939年に失明兵士の社会復帰のため、ドイツから輸入した訓練済みの４頭のシェパードを「日本最初の盲導犬」であると位置付けている。この見解の相違により、両団体では日本の盲導犬の歴史そのものの定義付けが異なることとなる。
「盲導犬」の呼称については、日本盲導犬協会を中心とする「認定NPO法人全国盲導犬施設連合会」加盟団体（後述）では「盲導犬」の名称を公式に使用している。しかしアイメイト協会では、創立者の塩屋賢一の「『盲人を導く犬』の言葉は人と犬との共同作業にふさわしくない」という独自の思想により「盲導犬」ではなく「アイメイト」の名称を公式に使用し、「盲導犬ではなくアイメイト」を強調する。
また呼称だけでなく、各施設により「盲導犬」の定義や呼称、犬の訓練法、対象とする視覚障害者、盲導犬の使用法などもそれぞれ異なる。
一例として、アイメイト協会では全盲者のみを対象とし、白杖と盲導犬の併用を禁じる「単独歩行」を採用し、盲導犬のハーネスは利き手にかかわらず左手で片手持ちする。また犬のしつけとして叱ることもあり、リードを引いて合図する「チョーク」を行うこともある。
一方、日本盲導犬協会では白杖との併用も行い、ハーネスは「原則左手持ちの右手併用」としている。また全盲者に加えロービジョン者を積極的に対象とし、「視覚障害者=全盲」という思い込みが生むロービジョンへの偏見を解消したいとしている。犬に対する厳しいしつけは廃し「チョーク」も禁止している。
このように盲導犬育成施設が乱立し、各施設により名称や方針が異なることは一般社会にあまり知られてはいないが、この現状を抜きに日本の盲導犬を語ることはできない。そしてこのことが盲導犬の育成や実際の使用、ひいては社会における盲導犬への理解に混乱をきたす一因ともなっている。

#### 二大育成施設の略歴
日本の盲導犬育成施設団体における、二大施設の略歴は以下のとおりである。
- 1950年に塩屋賢一が自宅に「日本盲導犬学校」を開設[15]。在日米軍大佐から譲り受けたジャーマンシェパードのチャンピイを育成し[16]、1957年8月に国産盲導犬第1号となる[15][16]。

- 1967年8月、厚生省の許可を得て「財団法人日本盲導犬協会」を設立[14]。初代理事長は迫水久常。協力者には、建築家の久米権九郎（衆議院議員久米民之助の次男、五島慶太の義兄で五島昇の伯父に当たる）[14]、歌舞伎役者の坂東三津五郎があった[14]。財団法人日本盲導犬協会について、アイメイト協会では「日本盲導犬学校の施設を母体とした」としている[15]。のちに公益財団法人となり現在に至る。

- 1969年、東京都が公的に盲導犬育成事業を開始。財団法人日本盲導犬協に育成事業を委託する[14][15]。
- 1970年、盲導犬育成事業に対する方針の相違と思想的対立により、塩屋賢一が「日本盲導犬協会」を脱退[15][16]。アイメイト協会側はこれを「日本盲導犬協会からの『訣別』」と表現している[15][16]。
- 翌1971年10月10日、塩屋が独自の育成施設「財団法人東京盲導犬協会」を設立[15]、このときから盲導犬に対し独自名称「アイメイト」を使用する[16]。1989年4月1日に「財団法人アイメイト協会」と名称変更[15]、2011年7月より「公益財団法人アイメイト協会」となり現在に至る[15]。

#### 統一への動き
この二大団体の他にも、各地域に独自の盲導犬育成団体が多数存在するが、これらの団体に統一の動きがなかったわけではなかった。
旧国鉄時代の1970年代初頭までは、盲導犬を伴う鉄道車両への乗車には事前申請が必要であり、国鉄へ申請する際の「窓口一本化」のための団体として、1972年に東京盲導犬協会（現：アイメイト協会）の主導により「全国盲導犬協会連合会」が発足した。翌1973年には国鉄旅客営業取扱基準規定の改正により盲導犬の乗車が認められ、1977年には国鉄で盲導犬の自由乗車が認められ申請制度は廃止された。その後1987年の国鉄分割民営化を経て、旧国鉄への「窓口一本化団体」として設立された「全国盲導犬協会連合会」は存在意義を失い有名無実化していた。
そのため、1990年代には新たな盲導犬育成施設の連合体結成の機運が高まった。1994年6月に日本全国の盲導犬育成団体8団体が集まり、連合会組織設立準備委員会を発足。翌1995年3月には「全国盲導犬施設連合会」設立総会が開催された。参加団体は以下のとおり。
1. 日本盲導犬協会
2. アイメイト協会
3. 日本ライトハウス
4. 北海道盲導犬協会
5. 中部盲導犬協会
6. 関西盲導犬協会
7. 福岡盲導犬協会
8. 栃木盲導犬センター（現：東日本盲導犬協会）

翌月の1995年4月1日、上記8施設により「全国盲導犬施設連合会」が設立されたが、同1995年12月に日本アイメイト協会が脱退している。
2008年6月6日、特定非営利活動法人として認可を受け「認定NPO法人全国盲導犬施設連合会」となった。2020年時点での参加施設は以下の8施設で、11施設中、アイメイト協会、日本補助犬協会、いばらき盲導犬協会は加盟していない。
1. 日本盲導犬協会
2. 日本ライトハウス
3. 北海道盲導犬協会
4. 中部盲導犬協会
5. 関西盲導犬協会
6. 九州盲導犬協会
7. 東日本盲導犬協会（旧：栃木盲導犬センター）- 茨城県・千葉県に範囲を広げ改称
8. 兵庫盲導犬協会

### 訓練について
盲導犬の候補として選ばれた子犬は生後2か月位の頃に、パピーウォーカーと呼ばれる一般家庭の飼育ボランティアに10か月間ほど預けられ、社会性と一般的なしつけを身につけ、人間との信頼関係を築いたのち、協会などに戻されて本格的な訓練を開始する。

### 訓練内容について
盲導犬の訓練には人間との信頼関係が最も重要である。負傷するなど危害を加えられても吠えずに耐えるような訓練は、実際に痛みを与えて行う必要があるため、そのような訓練は行うことができない（なお、補助犬ではないペットであっても動物愛護管理法で禁じられている動物虐待に当たる）。
そのため、盲導犬などの身体障害者補助犬に対して、一部マスメディアで誤って報道されたような「痛みに耐える訓練」などは一切行われていない。
日本盲導犬協会、日本身体補助犬学会、全日本盲導犬使用者の会、関西盲導犬協会など、複数の盲導犬関連団体がマスメディアの報道に対して講義し、盲導犬への「痛みに耐える訓練」の存在を公式に否定している。
また、一部マスメディアでの「盲導犬は吠えない」という報道も誤りであり、無駄吠えをしないよう適切なしつけはされているが吠えることもある。日本盲導犬協会は「尻尾を踏まれた盲導犬が（痛みと驚きで）思わず吠えてしまうこともある」と述べている。また盲導犬も自宅では飼い犬として飼い主と遊び、甘えて吠えることもある。

### 利用と法令
日本国内では道路交通法により、視覚障害者は公道を通行する際には、政令で定める杖（白杖）または盲導犬を携帯しなければならない。
また盲導犬は道路の左側を歩くよう訓練されており、道路交通法でも左側通行が認められている。
2002年（平成14年）5月29日に公布された身体障害者補助犬法により、仕事中の盲導犬は胴輪式のハーネスを着用し、そのハーネスのハンドルにそれが盲導犬であることを明示し、その利用者はその盲導犬を使用するための使用者証や身体障害者補助犬健康手帳を携帯しなければならないと規定された。また、訓練団体や利用者は盲導犬を清潔に保つ義務を持つとした。これらを満たした盲導犬に対し、公に開かれた施設では正当な理由無く盲導犬の立ち入りを制限してはならない。
しかし障害者差別解消法の施行から2017年4月で1年になるのを機に、日本盲導犬協会が全国の盲導犬利用者である視覚障害者170人にアンケート調査を行ったところ、その1年間で55％が受け入れ拒否を経験したと回答した。レストランやバスだけでなく、市役所が会議室への入室を拒否した事例もあった。法律は盲導犬の受け入れ拒否を不当な差別として禁止しており、社会の理解が進んでいないことが浮き彫りとなった。

## 盲導犬が登場する作品
Category:盲導犬を題材とした作品を参照。
- にんげんドキュメント - 「さよならレザン〜盲導犬とテノール歌手〜」2000年9月14日放送
- プロジェクトX〜挑戦者たち〜 - 2002年2月12日放映「ゆけチャンピイ 奇跡の犬」
- 盲導犬クイールの一生
- ベルナのしっぽ
- サーブ (盲導犬) - 実在した日本の盲導犬。漫画、テレビアニメ、テレビドラマなどで取り上げられた。

## 符号位置
| 記号 | Unicode | JIS X 0213 | 文字参照            | 名称      |
| ---- | ------- | ---------- | ------------------- | --------- |
| 🦮   | U+1F9AE | -          | &#x1F9AE; &#129454; | GUIDE DOG |